# Knislinge landskommun
Knislinge landskommun var en tidigare kommun i dåvarande Kristianstads län. 

## Administrativ historik
I Knislinge socken i Östra Göinge härad i Skåne inrättades denna landskommun den 1 januari 1863 då 1862 års kommunalförordningar trädde i kraft.
Vid kommunreformen 1952 bildade den storkommun genom sammanläggning med de tidigare landskommunerna Gryt och Kviinge.
Inom kommunen inrättades 27 november 1931 Knislinge municipalsamhälle som sedan upplöstes 31 december 1957.
År 1974 upphörde kommunen och dess område gick upp i Östra Göinge kommun.

### Kyrklig tillhörighet
I kyrkligt hänseende tillhörde kommunen Knislinge församling. Den 1 januari 1952 tillkom Gryts församling och Kviinge församling.

## Landskommunens befolkning
| År   | Antal   | Källa                                                                          |
| ---- | ------- | ------------------------------------------------------------------------------ |
| 1909 | 1301    | Nordisk familjebok / Uggleupplagan. 14. Kikarsikte - Kroman Spalt 397-398      |
| 1921 | 1 677 . | Svenska orter : atlas över Sverige med ortbeskrivning / Del I : ortbeskrivning |
| 1931 | 1798    | Svenska orter : atlas över Sverige med ortbeskrivning / Del I : ortbeskrivning |

## Beskrivning enligt Svenska orter: atlas över Sverige med ortbeskrivning
Kommun i Kristianstad län, Östra Göinge härad, tillhör Färlövs landsfogdedistrikt, Broby fögderi. Östra Göinge domsaga och Östra Göinge härads väghållningsdistrikt samt ingår som annexförsamling i Hjärsås och Knislinge församlingars pastorat i Lunds stift, Östra Göinge kontrakt. Kyrkan ursprungligen från slutet av 1100-talet, med senare tillbyggnader. Dopfunt, skulpterad, från äldre medeltid; kalk daterad 1601.
Knislinge är i nordväst tämligen kuperat; mest framträda Vanåshöjden och Knislinge backe (resp. 66 och 61 m ö. h.). Mellan Almaån. Helge å och Bivarödsån utbreder sig stora fält av torr, knappt odlingsbar sand, delvis bevuxna med barrskog. Dock förekomma även bördiga, uppodlade marker. I Knislinge ligger Knislinge municipalsamhälle. Vid Helge ån märkes Knislingemölla kraftstation. Järnvägsstation Vanås på linjen Hästveda—Kristianstad.

### Byar och hemman
Bivaröd, Bivarödsmölla, Lilla Hjärsås, Knislinge, Kopparöd och Östra Olinge är byar i församlingen. Hillestorp, Holm, Humlaröd samt Olastorp är större gårdar.

### Landareal och lantbruk 1927
Total areal 1931 var 4163 hektar, varav 4112 hektar land. Ägoslag enligt jordbruksräkning 1927: åker 2151 hektar, skogsmark 1113 hektar  övrig mark 484 hektar, annan betesäng 271 hektar, ordnad betesäng 56 hektar trädgård 23 hektar och slåtteräng 14 hektar.
Antalet brukningsdelar  var 1927 130 stycken.
Åkerjordens användning 1927: vall 672 hektar, råg 382 hektar,  havre 314 hektar, blandsäd 209 hektar, potatis 153 hektar, foderrotfrukter 131 hektar, vete 79 hektar, grönfoder 64 hektar, sockerbetor 38 hektar, korn 31 hektar, baljväxter 5 hektar, andra växtslag 4 hektaroch träda 69 hektar. 
Husdjur 1927: svin 1824, nötkreatur 1 348, hästar 306, får 108, getter 5, fjäderfän 6 784 och bisamhällen 44.

### Taxering, kommunala tillgångar och skulder
Taxeringsvärde för skattepliktig fastighet (1930): för jordbruksfastighet 2 589 500 kr, varav 2 309 800 kr jordbruksvärde, 242 300 kr skogsvärde och 37 400 tomt- o. industrivärde, samt för andra fastifgheter 1 533 600 kr.
Taxeringsvärde för skattefri fastighet (1930): andra fastigheter. tillhörig kommuner med flera : 246 000 kr, varav kyrka 60 000 kr, 5 folkskolor 155 000 kr och ålderdomshem 5 000kr.
Till kommunal inkomstskatt taxerad inkomst (1930): svenska aktiebolag och solidariska bankbolag 177 400 kr, andra skattskyldiga 1025 230. Antal skattekronor (1931): 10 323. Utdebiterad kommunalskatt (1931): 6,50 kr, varav borgerlig kommun 2,75, kyrkan 0,75 och skolan 3,00. Landstingsskatt (1931): 2,10 kr. Vägskatt (1931): 0,22 kr. per fyrk. 
Tillgångar (31/12 1928): borgeriig kommun 5 824 kr, varav fastigheter 2 500 kr, kyrklig kommun 214 031 kr, varav fastigheter 155 000 kr.
Skulder (31/12 1928): borgerliga kommunen 6 125 kr, kyrkliga kommunen 81 925. 

## Geografi
Knislinge landskommun omfattade den 1 januari 1952 en areal av 104,95 km², varav 103,34 km² land.

### Tätorter i kommunen 1960
| Tätort    | Folkmängd |
| --------- | --------- |
| Knislinge | 1 702     |
| Hanaskog  | 705       |

Tätortsgraden i kommunen var den 1 november 1960 68,9 procent.

## Politik

### Mandatfördelning i valen 1938-1970
| 12 | 13 |

| 25 |

| 16 | 9 |

| 24 |

| 3 | 13 | 3 | 4 | 2 |

| 23 |

| 22 | 4 | 7 | 2 |

| 34 |

| 21 | 4 | 6 | 4 |

| 34 |

| 20 | 5 | 5 | 5 |

| 33 |

| 21 | 5 | 5 | 4 |

| 32 |

| 21 | 5 | 5 | 4 |

| 33 |

| 22 | 6 | 4 | 3 |

| 31 |